# 엄브로
엄브로(영어: Umbro)는 영국의 축구 용품 제조 회사이다. 잉글랜드 그레이터맨체스터주 치들에 기반을 두고 있으며, 2007년 10월 나이키의 자회사가 되었으나, 2012년 10월 아이코닉스브랜드 그룹에 매각되어 현재는 아이코닉스브랜드 그룹의 자회사이다. 전 세계 90개 국가에서 판매중이다. 대한민국에서는 2015년부터 데상트코리아가 브랜드 전개권을 소유하고 있다.

## 스폰서

### 축구

#### 국가대표팀
CAF
- 나미비아
- 베냉
- 보츠와나
- 에티오피아
- 짐바브웨

CONCACAF
- 과테말라
- 아루바
- 엘살바도르
- 자메이카

#### 클럽
AFC
- 대전 하나 시티즌 (2005)
- 성남 FC
- 수원 FC (2003 ~ 2005)
- 전남 드래곤즈 (1998 / 2000 / 2002 ~ 2003)
- 전북 현대 모터스 (2004)

UEFA
- AFC 본머스
- 루턴 타운 FC
- 웨스트 브롬위치 알비온 FC (1974 ~ 1989 / 2006 ~ 2011)
- 케임브리지 유나이티드 FC
- 허더즈필드 타운 AFC
- FC 인테르나치오날레 밀라노 (1991 ~ 1998)